# Chałupy (województwo łódzkie)
Chałupy (dawn. Chałupki)  – wieś w Polsce położona w województwie łódzkim, w powiecie radomszczańskim, w gminie Przedbórz.
W latach 1975–1998 miejscowość należała administracyjnie do województwa piotrkowskiego.
Wierni Kościoła rzymskokatolickiego należą do parafii św. Aleksego w Przedborzu.